# Spinnenwebhuislook
De spinnenwebhuislook (Sempervivum arachnoideum) is een plant uit de vetplantenfamilie (Crassulaceae). 

## Kenmerken
Het vlezige blad is grijsachtig groen. De doorsnede van een bladrozet is circa 2 cm. De plant dankt zijn naam aan de spinnenwebachtige beharing. De vlezige bladeren en de beharing zijn natuurlijke aanpassingen om zuinig te zijn met water.
De plant bloeit van juli tot september. De bloem is roodachtig roze, stervormig en ongeveer 1,5 cm in doorsnede. De bloemen vormen bijschermen.
Verwante soorten komen in Europese gebergten voor. De meeste hebben roze bloemen, maar er zijn ook soorten met gele bloemen.

## Voorkomen
Het is een rotsplant uit Midden- en Zuid-Europa met behaarde rozetten. In de Alpen en de Apennijnen komen ze voor tot een hoogte van 3000 m. 

## Toepassingen
Het is een geliefde sierplant die vaak op vensterbanken gezien wordt. Er worden gemakkelijk nieuwe rozetjes gevormd rond de ouderplant. Deze rozetjes kunnen worden afgenomen en apart worden opgepot. 
... · S. arachnoideum (Spinnenwebhuislook)· S. cantabricum · S. × funckii var. aqualiense (Beklierde huislook) · S. montanum (Berghuislook) · S. tectorum (Gewone huislook) · S. wulfenii · ...